# القاهرون (فلم)
القاهرون هو فيلم لبناني تم إنتاجه عام 1966، من تأليف وإخراج فاروق عجرمة، سيناريو وحوار سيد المغربي.

## لمحة عن قصة الفيلم
تقوم إحدى قبائل المغول بالإغارة على لبنان، في القرن العاشر الميلادي، ويقومون بخطف الفارس حسام، ثم يستعدون للاستيلاء على القبيلة، تتمكن حبيبة حسام من مساعدته في الهرب من قبضة المغول، ويتمكن من تشكيل جيش مقاتل من أجل مواجهة القوات الغازية، وبفضل التدريبات والعزيمة، ينال المغول هزيمة على أيدي فرقة القاهرون.

## تمثيل
- سميرة توفيق
- فهد بلان
- وداد جبور
- أمال مراد
- رياض غلمية
- نصير قرطباوي
- سيد المغربي
- إبراهيم خان